# Eduardo Inda
 (décembre 2017).
Si vous disposez d'ouvrages ou d'articles de référence ou si vous connaissez des sites web de qualité traitant du thème abordé ici, merci de compléter l'article en donnant les références utiles à sa vérifiabilité et en les liant à la section « Notes et références ».
Eduardo Inda Arriaga, né le 15 juillet 1967 à Pampelune, est un journaliste espagnol. 

## Biographie
De 2002 à 2007, Eduardo Inda est directeur du quotidien El Mundo dans les îles Baléares.
Entre 2007 et 2011, il dirige le quotidien sportif Marca.
À partir de 2011, il est directeur adjoint de El Mundo.
En septembre 2015, il fonde le site d'actualité OKDIARIO.
Eduardo Inda apparaît souvent à la télévision dans les émissions politiques.